# Arsamès de Perse
Pour les articles homonymes, voir Arsamès.
Arsamès (en vieux perse : 𐎠𐎼𐏁𐎠𐎶, et en grec ancien : Ἀρσάμης), est un satrape perse appartenant à la dynastie achéménide, et possible grand roi de 590 à environ 559 av. J.-C.
Il est le grand-père de Darius Ier dit « Darius le Grand ».

## Biographie
Fils d'Ariaramnès, il aurait régné sous les Achéménides mais aurait rapidement abandonné le trône pour rendre fidélité à son oncle Cyrus Ier. Il se serait ensuite retiré dans sa propriété de Fars où il aurait vécu en paix de longues années.
Son règne est brièvement évoqué dans l'inscription de Behistun où Darius le Grand le cite parmi ses ancêtres, mais il n'est pas précisé s'il fait partie de ses huit prédécesseurs sur le trône.
Une inscription prétendument trouvée à Hamadan le nomme Roi de Perse mais les chercheurs pensent qu'il s'agit d'un faux mais une autre attestation de son règne est l'Inscription de Behistun, où son petit-fils Darius le mentionne parmi ses ancêtres royaux et le compte parmi les huit rois qui l'ont précédé.
Il nomme son fils Hystaspès satrape de Parthie aux alentours de 530 av. J.-C.

### Religion
On dit qu'Arsamès aurait répandu la doctrine du zoroastrisme à sa cour. Dans une inscription d'Arsamès, Ahura Mazda est explicitement désignée comme la divinité suprême pour la première fois.

## Famille

### Mariage et enfants
De son mariage avec une femme inconnue, il eut :
- Hystaspès ;
- Pharnace Ier (en) ;
- Megabates (en).